# 2022年ベルギーグランプリ
2022年ベルギーグランプリ（英:  2022  Belgian Grand Prix）は、2022年のF1世界選手権の第14戦として、2022年8月28日にスパ・フランコルシャンにて開催。
正式名称は「Formula 1 Rolex Belgian Grand Prix 2022」。

## 背景
タイヤ
本レースでピレリが持ち込むドライ用タイヤのコンパウンドはハード（白）：C2、ミディアム（黄）：C3、ソフト（赤）：C4の中間の組み合わせ。提供されるセット数はハード2、ミディアム3、ソフト8。
| ドライ用   | ドライ用       | ドライ用   | ウェット用           | ウェット用   |
| C2         | C3             | C4         | インターミディエイト | フルウェット |
| ---------- | -------------- | ---------- | -------------------- | ------------ |
| （ハード） | （ミディアム） | （ソフト） | （小雨用）           | （大雨用）   |
DRS：2箇所※（　）内は検知ポイント
- DRS1：ターン4より230m先から（ターン2の手前240m）
- DRS2：ターン19より30m先から（ターン18の手前160m）

その他
- 8月22日 - ハースはアントニオ・ジョビナッツィをイタリアGPとアメリカGPのFP1で走らせることを発表した。
- 8月25日 - マクラーレンはダニエル・リカルドとの2023年までの契約を双方合意の下、早期解除したことを発表した。
- 8月26日 - アルファロメオは2023年末をもってザウバーとの提携を契約満了と共に終了すると発表した。
- F1はベルギーGPの主催者との合意に達し、2023年のカレンダーにベルギーGPが含まれることを発表した。
- メルセデスはAMG設立55周年を記念し、サイドポッドに大きなビンテージナンバーが飾ったほか、セーフティカーにも同様のカラーリングを施した。

## エントリーリスト
前戦から変更なし。

## フリー走行
FP1
2022年8月26日 14:00 CEST(UTC+2)
トップはカルロス・サインツ。リアム・ローソンがアルファタウリのルーキー起用義務としてガスリーと代わり走行し、19番手タイムを記録した。セッションの終盤にケビン・マグヌッセンが電気系統のトラブルによりオー・ルージュ手前でマシンを止め、赤旗中断の原因となった。
FP2
2022年8月26日 17:00 CEST(UTC+2)
トップはマックス・フェルスタッペン。2位のシャルル・ルクレールに対し0.8秒もの大差をつけた。予選・決勝と同時刻帯でのセッションだったが、天候は悪く終盤には雨が降った。
FP3
2022年8月27日 13:00 CEST(UTC+2)
トップはセルジオ・ペレス。2位にフェルスタッペンが続きレッドブル勢が1-2となった。セッション終盤にルクレールがターン12を飛び出しバリアに衝突し、赤旗が掲示されたもののルクレールは自力でピットへ戻った。

## 予選
2022年8月27日 16:25 CEST(UTC+2)（文章の出典）
ポールはカルロス・サインツ。自身2度目の獲得。2番手にセルジオ・ペレス、3番手にフェルナンド・アロンソとなった。
予選直前に行われたサポートレースで発生したクラッシュによりバリアの修復を要したためセッションの開始が25分延期された。Q1では5チームが1台ずつ脱落。Q2ではマクラーレンとアルピーヌのグリッド降格が決まっているドライバーがチームメイトをスリップストリームで牽引する場面が見られた。Q3でフェルスタッペンが最速タイムを記録したものの、パワーユニット交換のペナルティにより降格したため、2番手タイムを記録したサインツがポールポジションを獲得した。

### 予選結果
| 順位                | No. | ドライバー                 | コンストラクター                        | Q1       | Q2       | Q3       | Grid |
| ------------------- | --- | -------------------------- | --------------------------------------- | -------- | -------- | -------- | ---- |
| 1                   | 1   | マックス・フェルスタッペン | レッドブル-RBPT                         | 1:44.581 | 1:44.723 | 1:43.665 | 141  |
| 2                   | 55  | カルロス・サインツ         | フェラーリ                              | 1:45.050 | 1:45.418 | 1:44.297 | 1    |
| 3                   | 11  | セルジオ・ペレス           | レッドブル-RBPT                         | 1:45.377 | 1:44.794 | 1:44.462 | 2    |
| 4                   | 16  | シャルル・ルクレール       | フェラーリ                              | 1:45.572 | 1:44.551 | 1:44.553 | 151  |
| 5                   | 31  | エステバン・オコン         | アルピーヌ-ルノー                       | 1:46.039 | 1:45.475 | 1:45.180 | 162  |
| 6                   | 14  | フェルナンド・アロンソ     | アルピーヌ-ルノー                       | 1:46.075 | 1:45.552 | 1:45.368 | 3    |
| 7                   | 44  | ルイス・ハミルトン         | メルセデス                              | 1:45.736 | 1:45.420 | 1:45.503 | 4    |
| 8                   | 63  | ジョージ・ラッセル         | メルセデス                              | 1:45.650 | 1:45.461 | 1:45.776 | 5    |
| 9                   | 23  | アレクサンダー・アルボン   | ウィリアムズ-メルセデス                 | 1:45.672 | 1:45.675 | 1:45.837 | 6    |
| 10                  | 4   | ランド・ノリス             | マクラーレン-メルセデス                 | 1:45.745 | 1:45.603 | 1:46.178 | 172  |
| 11                  | 3   | ダニエル・リカルド         | マクラーレン-メルセデス                 | 1:46.212 | 1:45.767 |          | 7    |
| 12                  | 10  | ピエール・ガスリー         | アルファタウリ-RBPT                     | 1:46.183 | 1:45.827 |          | 8    |
| 13                  | 24  | 周冠宇                     | アルファロメオ-フェラーリ               | 1:46.178 | 1:46.085 |          | 183  |
| 14                  | 18  | ランス・ストロール         | アストンマーティン・アラムコ-メルセデス | 1:46.256 | 1:46.611 |          | 9    |
| 15                  | 47  | ミック・シューマッハ       | ハース-フェラーリ                       | 1:46.342 | 1:47.718 |          | 191  |
| 16                  | 5   | セバスチャン・ベッテル     | アストンマーティン・アラムコ-メルセデス | 1:46.344 |          |          | 10   |
| 17                  | 6   | ニコラス・ラティフィ       | ウィリアムズ-メルセデス                 | 1:46.401 |          |          | 11   |
| 18                  | 20  | ケビン・マグヌッセン       | ハース-フェラーリ                       | 1:46.557 |          |          | 12   |
| 19                  | 22  | 角田裕毅                   | アルファタウリ-RBPT                     | 1:46.692 |          |          | PL4  |
| 20                  | 77  | バルテリ・ボッタス         | アルファロメオ-フェラーリ               | 1:47.866 |          |          | 135  |
| 107% time: 1:51.901 |     |                            |                                         |          |          |          |      |
| ソース:             |     |                            |                                         |          |          |          |      |

追記
- ^1 - フェルスタッペンとルクレール、シューマッハはパワーユニットとギアボックスを交換したため最後尾からのスタート[17]。
- ^2 - オコンとノリスはパワーユニットを交換したため最後尾からのスタート[17]。
- ^3 - 周はギアボックスを交換したため最後尾からのスタート[17]。
- ^4 - 角田はパワーユニットを交換しグリッド降格。また、戦術的な理由からFIAの承認なしに行ったため、ピットレーンからのスタート[17]。
- ^5 - ボッタスはパワーユニットとギアボックスを交換したため15グリッド降格[17]。

## 決勝
2022年8月28日 15:00 CEST(UTC+2)（文章の出典）
優勝はマックス・フェルスタッペン。2位にセルジオ・ペレス、3位にカルロス・サインツ。
13番手グリッドの角田裕毅がパワーユニットを交換したことにより、予選前にグリッド降格が決まっていた7名のドライバーのグリッドが繰り上がった。スタートタイヤは大半がミディアム、一部がソフト、角田のみハードを選択。スタート直後に混乱はなかったが、レコンブ（レ・コーム）でルイス・ハミルトンとフェルナンド・アロンソが接触、ハミルトンはマシンのダメージによりリタイア。1周後には同じくレコンブでスピンしたニコラス・ラティフィにバルテリ・ボッタスが接触、ボッタスはコースアウトによりリタイア。この事故によりセーフティカー（SC）が導入された。14番手スタートのマックス・フェルスタッペンはSC明けの5周目には6位、8周目には3位と順位を上げ、12周目には首位に立った。ピットイン後の18周目にカルロス・サインツを再び交わし首位に立った。のちにセルジオ・ペレスもサインツを交わし、レッドブル勢が1-2体制を築きゴールした。フェルスタッペンはシーズン9勝目、自身29勝目を挙げたうえ、10位以下のグリッドからの2連勝を1960年アルゼンチングランプリのブルース・マクラーレン以来62年ぶりに達成した。

### レース結果
| 順位    | No. | ドライバー                 | コンストラクター                        | 周回数 | タイム/リタイア原因 | Grid | Pts. |
| ------- | --- | -------------------------- | --------------------------------------- | ------ | ------------------- | ---- | ---- |
| 1       | 1   | マックス・フェルスタッペン | レッドブル-RBPT                         | 44     | 1:25:52.894         | 14   | 26FL |
| 2       | 11  | セルジオ・ペレス           | レッドブル-RBPT                         | 44     | +17.841             | 2    | 18   |
| 3       | 55  | カルロス・サインツ         | フェラーリ                              | 44     | +26.886             | 1    | 15   |
| 4       | 63  | ジョージ・ラッセル         | メルセデス                              | 44     | +29.140             | 5    | 12   |
| 5       | 14  | フェルナンド・アロンソ     | アルピーヌ-ルノー                       | 44     | +73.256             | 3    | 10   |
| 6       | 16  | シャルル・ルクレール       | フェラーリ                              | 44     | +74.9361            | 15   | 8    |
| 7       | 31  | エステバン・オコン         | アルピーヌ-ルノー                       | 44     | +75.640             | 16   | 6    |
| 8       | 5   | セバスチャン・ベッテル     | アストンマーティン・アラムコ-メルセデス | 44     | +78.107             | 10   | 4    |
| 9       | 10  | ピエール・ガスリー         | アルファタウリ-RBPT                     | 44     | +92.181             | 82   | 2    |
| 10      | 23  | アレクサンダー・アルボン   | ウィリアムズ-メルセデス                 | 44     | +101.900            | 6    | 1    |
| 11      | 18  | ランス・ストロール         | アストンマーティン・アラムコ-メルセデス | 44     | +103.078            | 9    |      |
| 12      | 4   | ランド・ノリス             | マクラーレン-メルセデス                 | 44     | +104.739            | 17   |      |
| 13      | 22  | 角田裕毅                   | アルファタウリ-RBPT                     | 44     | +105.217            | PL   |      |
| 14      | 24  | 周冠宇                     | アルファロメオ-フェラーリ               | 44     | +106.252            | 18   |      |
| 15      | 3   | ダニエル・リカルド         | マクラーレン-メルセデス                 | 44     | +107.163            | 7    |      |
| 16      | 20  | ケビン・マグヌッセン       | ハース-フェラーリ                       | 43     | +1 Lap              | 12   |      |
| 17      | 47  | ミック・シューマッハ       | ハース-フェラーリ                       | 43     | +1 Lap              | 19   |      |
| 18      | 6   | ニコラス・ラティフィ       | ウィリアムズ-メルセデス                 | 43     | +1 Lap              | 11   |      |
| Ret     | 77  | バルテリ・ボッタス         | アルファロメオ-フェラーリ               | 1      | DNF                 | 13   |      |
| Ret     | 44  | ルイス・ハミルトン         | メルセデス                              | 0      | DNF                 | 4    |      |
| ソース: |     |                            |                                         |        |                     |      |      |

- ^FL - ファステストラップの1点を含む
- ^1 - ルクレールはピットレーンでの速度超過により5秒のタイムペナルティ[22]。
- ^2 - ガスリーはスタート直前に問題が見つかり、ピットレーンからのスタート[18]。

## 第14戦終了時点のランキング

### ワールド・チャンピオンシップ
|         | 順位 | ドライバー                 | ポイント | 1位との差 |
| ------- | ---- | -------------------------- | -------- | --------- |
|         | 1    | マックス・フェルスタッペン | 284      |           |
| 1       | 2    | セルジオ・ペレス           | 191      | -93       |
| 1       | 3    | シャルル・ルクレール       | 186      | -98       |
| 1       | 4    | カルロス・サインツ         | 171      | -113      |
| 1       | 5    | ジョージ・ラッセル         | 170      | -114      |
| ソース: |      |                            |          |           |

|         | 順位 | コンストラクター        | ポイント | 1位との差 |
| ------- | ---- | ----------------------- | -------- | --------- |
|         | 1    | レッドブル-RBPT         | 475      |           |
|         | 2    | フェラーリ              | 357      | -118      |
|         | 3    | メルセデス              | 316      | -159      |
|         | 4    | アルピーヌ-ルノー       | 115      | -360      |
|         | 5    | マクラーレン-メルセデス | 95       | -380      |
| ソース: |      |                         |          |           |

- 注：いずれもトップ5まで掲載。

### DHLファステストラップアワード
|         | 順位 | ドライバー                 | 獲得数 |
| ------- | ---- | -------------------------- | ------ |
|         | 1    | マックス・フェルスタッペン | 4      |
|         | 2    | シャルル・ルクレール       | 3      |
|         | 3    | カルロス・サインツ         | 2      |
|         | 4    | ルイス・ハミルトン         | 2      |
|         | 5    | セルジオ・ペレス           | 2      |
| ソース: |      |                            |        |

- 注：いずれもトップ5まで掲載。
- 注：ファストテストラップアワードは同数の場合、カウントバック方式がとられている。